# Ronnie Rocket
|  | Denne artikel er oprettet af botten PalnaBot ud fra en ekstern database. Den kan derfor have sproglige fejl eller mangler. Denne skabelon kan fjernes efter kontrol af indholdet. |

Ronnie Rocket er en film instrueret af Maiken Wexø.

## Handling
Et portræt af en excentrisk jetsetter, Ronnie Rocket, der lever drømmetilværelsen som ungkarl med succes, langbenede piger og masser af champagne. Men alt har en pris.

## Soundtrack
På soundtracket høres musik af bl.a. Depeche Mode, U2 og Chemical Brothers.